# Geschützter Landschaftsbestandteil Wald und Teiche Gut Schönfeld

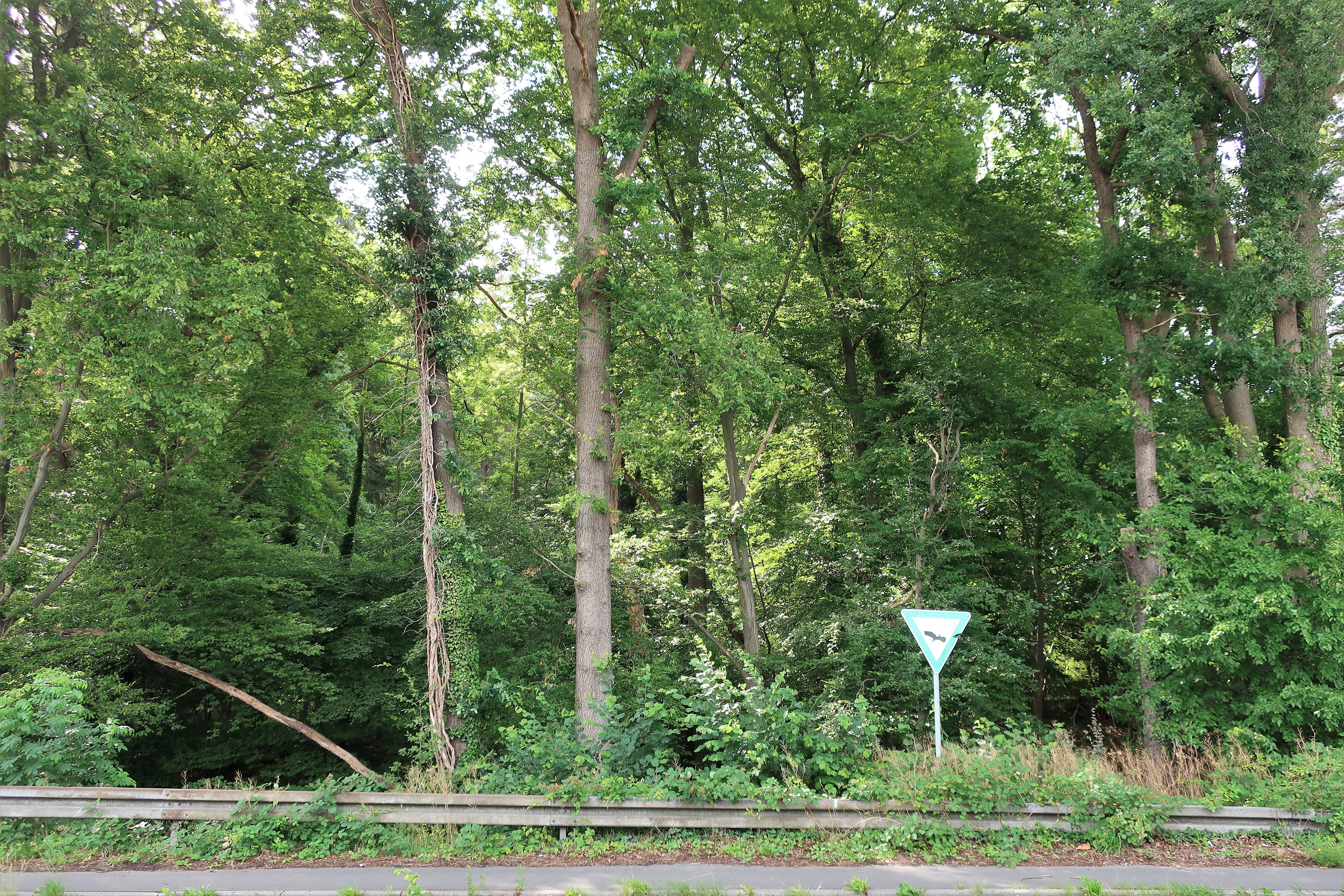
Geschützter Landschaftsbestandteil Wald und Teiche Gut Schönfeld

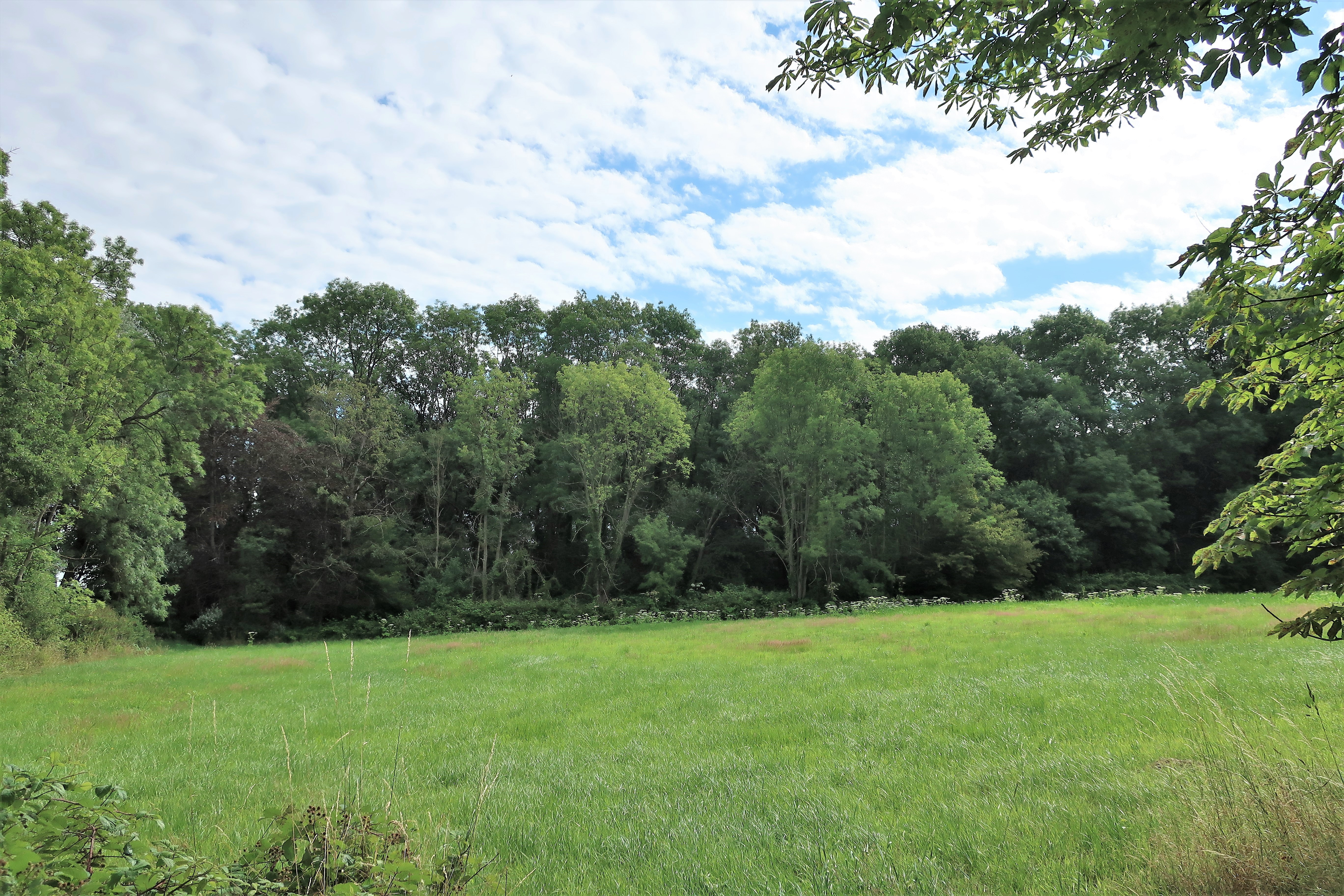
Laubwald und Wiesenbrache bei Gut Schönfeld

Der Geschützte Landschaftsbestandteil Wald und Teiche Gut Schönfeld mit einer Flächengröße von 0,26 ha befindet sich auf dem Gebiet der kreisfreien Stadt Hagen in Nordrhein-Westfalen. Der LB wurde 1994 mit dem Landschaftsplan der Stadt Hagen vom Stadtrat von Hagen ausgewiesen.

## Beschreibung
Beschreibung im Landschaftsplan: „Die Fläche liegt östlich des Gutes Schönfeld. Es handelt sich um einen Laubwald mit einigen Kiefern, in dem 5 Teiche künstlich durch Bachaufstauungen angelegt wurden, sowie um eine Wiesenbrache.“

## Schutzzweck
Laut Landschaftsplan erfolgte die Ausweisung „zur Sicherung der Leistungsfähigkeit des Naturhaushalts durch Erhalt eines Lebensraumes für die charakteristischen Tier- und Pflanzenarten der Kleingewässer, Sumpfzonen, Feuchtwiesen und -brachen.“